# Stanisław Bularz
Stanisław Bularz ps. „Słońce” (ur. 19 grudnia 1919 w Kaniowie, zm. 29 lipca 1942 w Chrzanowie) – działacz KZMP, członek władz okręgowych Koła Przyjaciół ZSRR w Bielsku, redaktor „Trybuny Śląskiej”.
Syn małorolnego chłopa Jana, brat Antoniego i Józefa, również działaczy komunistycznych. W 1934 wstąpił do KZMP. Wkrótce został sekretarzem komórki i członkiem Komitetu Dzielnicowego KZMP. W listopadzie 1939 utworzył wraz z Józefem Zarębskim organizację konspiracyjną o charakterze zbliżonym do KPP, organizując zebrania i spotkania, na których omawiano sytuację polityczną i sprawy organizacyjne, prowadzono nasłuch radiowy. Podstawową kadrę stanowili działacze byłej KPP.
W grudniu 1940 Bularz nawiązał współpracę z organizacją o podobnym charakterze, działającą na terenie Bielska. Postanowiono połączyć się i nadać organizacji nazwę Koła Przyjaciół ZSRR. Powołano władze okręgowe, w skład których wszedł m.in. Bularz. W 1942 wstąpił do PPR i został członkiem Komitetu Okręgowego. Był odpowiedzialny za propagandę, a jednocześnie pełnił funkcję redaktora „Trybuny Śląskiej”.
24 lipca 1942 został aresztowany przez Gestapo. Po czterech dniach śledztwa wyrwał się z rąk Gestapo na stacji kolejowej w Chrzanowie i rzucił się pod przejeżdżający pociąg. Pośmiertnie odznaczony Orderem Krzyża Grunwaldu III klasy.
W okresie PRL-u był w Bielsku-Białej patronem jednej z ulic na Starym Mieście (obecnie Piwowarska) oraz zakładów włókienniczych „Krepol”.